# Joe Harris (Basketballspieler)
Joe Malcolm Harris (* 6. September 1991 in Chelan, Washington) ist ein ehemaliger US-amerikanischer Basketballspieler. Der in der NBA für die Cleveland Cavaliers, Brooklyn Nets und Detroit Pistons gespielt hat.

## Profikarriere
Nachdem Harris auf Collegeniveau vier Jahre an der University of Virginia gespielt hatte, wurde er im NBA-Draft 2014 von den Cleveland Cavaliers an 33. Stelle ausgewählt. Harris sah jedoch bei den starkbesetzten Cavaliers wenig Spielzeit, so dass er oft in die D-League zu den Canton Charge ausgeliehen wurde. Während er in seiner Rookiesaison noch 51 Saisonspiele bestritten hatte, absolvierte er im Jahr darauf nur noch 5 Saisonspiele, nachdem er im Januar 2016 eine schwere Fußverletzung erlitten hatte und von den Cavaliers an die Orlando Magic abgegeben wurde, die ihn sofort wieder entließen.
Harris unterschrieb erst im Sommer 2016 einen Vertrag bei den Brooklyn Nets, wo er sich steigerte und zu einem wertvollen Bankspieler entwickelte. In der Saison 2017/18 steigerte sich Harris noch einmal deutlich und verzeichnete 10,8 Punkte bei sehr guten Wurfquoten. Im Rahmen des NBA All-Star Game 2019 gewann Harris den Dreipunkte-Contest, in dessen Finale er Stephen Curry und Buddy Hield schlug.
Im Sommer 2023 wurde Harris von Brooklyn nach Detroit getraded.
Am 8. Februar 2024 wurde Harris von den Pistons entlassen, nach dem er nur 16 mal für sie auf dem Feld stand.
Im August 2024 beendete Harris im Alter von 33 Jahren seine Karriere.

## Karriere-Statistiken

### NBA

#### Reguläre Saison
| Saison  | Team      | GP  | GS  | MPG  | FG % | 3P %  | FT % | RPG | APG | SPG | BPG | PPG  |
| ------- | --------- | --- | --- | ---- | ---- | ----- | ---- | --- | --- | --- | --- | ---- |
| 2014–15 | Cleveland | 51  | 1   | 9.7  | .400 | .369  | .600 | 0.8 | 0.5 | 0.1 | 0.0 | 2.7  |
| 2015–16 | Cleveland | 5   | 0   | 3.0  | .250 | .250  | –    | 0.6 | 0.4 | 0.0 | 0.0 | 0.6  |
| 2016–17 | Brooklyn  | 52  | 11  | 21.9 | .425 | .385  | .714 | 2.8 | 1.0 | 0.6 | 0.2 | 8.2  |
| 2017–18 | Brooklyn  | 78  | 14  | 25.3 | .491 | .419  | .827 | 3.3 | 1.6 | 0.4 | 0.3 | 10.8 |
| 2018–19 | Brooklyn  | 76  | 76  | 30.2 | .500 | .474* | .827 | 3.8 | 2.4 | 0.5 | 0.2 | 13.7 |
| 2019–20 | Brooklyn  | 69  | 69  | 30.8 | .486 | .424  | .719 | 4.3 | 2.1 | 0.6 | 0.2 | 14.5 |
| 2020–21 | Brooklyn  | 69  | 65  | 31.0 | .505 | .475* | .778 | 3.6 | 1.9 | 0.7 | 0.2 | 14.1 |
| 2021–22 | Brooklyn  | 14  | 14  | 30.2 | .452 | .466  | .833 | 4.0 | 1.0 | 0.5 | 0.1 | 11.3 |
| 2022–23 | Brooklyn  | 74  | 33  | 20.6 | .457 | .426  | .643 | 2.2 | 1.4 | 0.5 | 0.2 | 7.6  |
| 2023–24 | Detroit   | 16  | 0   | 10.6 | .359 | .333  | .500 | 0.8 | 0.6 | 0.2 | 0.1 | 2.4  |
| Gesamt  | Gesamt    | 504 | 283 | 24.7 | .479 | .436  | .771 | 3.0 | 1.6 | 0.5 | 0.2 | 10.3 |

#### Play-offs
| Saison  | Team      | GP | GS | MPG  | FG % | 3P % | FT %  | RPG  | APG | SPG | BPG | PPG  |
| ------- | --------- | -- | -- | ---- | ---- | ---- | ----- | ---- | --- | --- | --- | ---- |
| 2014–15 | Cleveland | 6  | 0  | 2.7  | .333 | .333 | .750  | 0.2  | 0.2 | 0.0 | 0.0 | 1.3  |
| 2018–19 | Brooklyn  | 5  | 5  | 29.8 | .372 | .190 | 1.000 | 4.2  | 0.6 | 0.6 | 0.0 | 8.8  |
| 2019–20 | Brooklyn  | 2  | 2  | 36.0 | .522 | .583 | .500  | 10.0 | 1.0 | 0.5 | 0.0 | 16.5 |
| 2020–21 | Brooklyn  | 12 | 12 | 36.2 | .398 | .402 | .750  | 3.6  | 1.6 | 0.3 | 0.2 | 11.2 |
| 2022–23 | Brooklyn  | 4  | 0  | 11.0 | .154 | .083 | 1.000 | 1.3  | 0.0 | 0.5 | 0.0 | 1.8  |
| Gesamt  | Gesamt    | 29 | 19 | 24.7 | .389 | .354 | .818  | 3.1  | 0.9 | 0.3 | 0.1 | 7.8  |

Quelle